# Lake Nebagamon
Lake Nebagamon es una villa ubicada en el condado de Douglas en el estado estadounidense de Wisconsin. En el Censo de 2010 tenía una población de 1.069 habitantes y una densidad poblacional de 28,78 personas por km².

## Geografía
Lake Nebagamon se encuentra ubicada en las coordenadas 46°30′2″N 91°42′10″O / 46.50056, -91.70278. Según la Oficina del Censo de los Estados Unidos, Lake Nebagamon tiene una superficie total de 37.15 km², de la cual 32.64 km² corresponden a tierra firme y (12.15%) 4.51 km² es agua.

## Demografía
Según el censo de 2010, había 1.069 personas residiendo en Lake Nebagamon. La densidad de población era de 28,78 hab./km². De los 1.069 habitantes, Lake Nebagamon estaba compuesto por el 95.88% blancos, el 0.37% eran afroamericanos, el 0.28% eran amerindios, el 0.94% eran asiáticos, el 0% eran isleños del Pacífico, el 0.56% eran de otras razas y el 1.96% pertenecían a dos o más razas. Del total de la población el 0.75% eran hispanos o latinos de cualquier raza.